# Чуден свят
„Чуден свят“ е българско детско комикс списание, издавано в София от „Народна младеж“ – издателство на Централният комитет на Димитровският комунистически младежки съюз

## История
Първообразът на списанието е илюстрованият забавен вестник „Чуден свят“ (изписвано до 1945 г. „Чуденъ свѣтъ“), чийто първи брой излиза на 6 юни 1940 г. Главният редактор е големият детски поет Йордан Стубел.
Първият брой на списанието на ДКМС излиза през 1980 г. в книжен формат, а от следващия брой от 1983 г. вече е във формат за списание. Комиксите са създадени за различна аудитория, като има комикси както за малки деца, така и за младежи и доста по-възрастна аудитория. Сред едни от най-известните комикси, публикувани в списанието, са историческият „Радул“, научната фантастика „Пламтящите от съзвездие Дракон“, детските „Начко“, „Шаш-шаш“, „Кими на работа“, „Мравчо“, „Приключенията на професор Многотомов и Дънки“ „Хитър Петър и Настрадин Ходжа“, както и комикси по „Робин Худ“, „Робинзон Крузо“, „Пътешествията на Гъливер“, творби на Артър Конан Дойл, Жорж Сименон, Джек Лондон, Рей Бредбъри, Айзък Азимов и др. В списанието се поместват и много други рубрики, като комикси на читатели, статии за българската история, информация за любими певци, артисти и спортисти, готварски рецепти, компютърно програмиране, забавни игри и много други. Тиражът на списанието е 100 000 броя.
Епизодите от изданията през 80-те години:
- „Акула в консервна кутия” – текст Радой Киров, худ. Симеон Спиридонов
- „Блокада” – сценарий Огнян Бояджиев, худ. Христо Кърджилов
- „Бобчо и Топчо” – худ. Владимир Русиянски
- „Бор” – сценарий Людмил Петров и Петър Станимиров, худ. Петър Станимиров
- „Горски тайни” – текст и рисунки Людмила Благоева
- „Дървото” – худ. Владимир Русиянски
- „Дядовата ръкавичка” – худ. Тоня Горанова
- „Здравствуйте братушки!” – текст Борис Чолпанов, худ. Людмил Асенов
- „Каменният конник” – текст Любомир Пеевски, худ. Георги Шуменов
- „Кими на работа” – сценарий Невяна Христова, худ. Любомир Христов
- „Коки” – худ. Любомир Христов
- „Късоопашатко” – сценарий И. Абаджиева, худ. В. Велков
- „Легенда за Калиакра” – сценарий Емил Драганов, худ. Георги Дамянов и Антония Дочева
- „Малкият войник” – сценарий Борис Чолпанов, худ. Тончо Тончев - Райнис
- „Малкият разузнавач” – сценарий Борис Чолпанов, худ. Алекси Начев
- „Малчо Вандалчо, Митко Природозащитко и Влад Водопад” – текст Захари Кръстев, худ. Станимир Стоилов
- „Момина крепост” – сценарий Борис Чолпанов, худ. Людмил Асенов
- „Момчето, момичето и птиците” – текст Иван Серафимов, худ. Елена Пъдарева
- „Момчето и сянката” – текст Радой Киров, худ. Симеон Спиридонов
- „Морският ястреб” – адаптация по Рафаел Сабатини, текст и рисунки Антония Дочева и Георги Дамянов
- „Нарисуваното момиче” – по мотиви от българска народна приказка, текст Ив. Серафимов, худ. Г. Чаушов
- „Наско и Мики” – текст Захари Кръстев, худ. Станимир Стоилов
- „Неуловимият войвода” – текст Борис Чолпанов, худ. Никифор Русков
- „Никакви улики” – текст Петър Искренов, худ. Валентин Голешев
- „Нова приказка за златната ябълка” – сценарий и рисунки Румен Статков
- „Обирът в Плимут Мейл” – сценарий д-р Павел Бъчваров, худ. Димитър Трендафилов
- „Обичайният чес преди вечеря” – текст Петър Искренов, худ. Валентин Голешев
- „Операция „Прага” – текст д-р Димитър Пеев, худ. Николай Русков
- „Пешо – моят братовчед” – сценарий и рисунки Васил Цонев
- „Пламтящите от съзвездие „Дракон” – текст Любомир Пеевски, худ. Георги Шуменов
- „Приказка за закуска” – текст Петя Александрова, худ. Ани Ралчева
- „Приказка за ряпата – нов вариант” – худ. Иваничка Панчева
- „Приключенията на Лиско” – сценарий Борис Априлов, худ. Генчо Денчев
- „Приключенията на професор Многотомов и Дънки” – текст К. Попова, Гр. Бояджиев, худ. Гр. Бояджиев
- „Приключенията на робота Чък” – сценарий Олга Чолпанова, худ. Емануил Чальонски (еп. 1), Емил Серафимов
- „Принцесата и граховото зърно” – по приказката на Ханс Кристиан Андерсен, худ. Тоня Горанова
- „Пчелария” – по К. Назъров, адаптация и рисунки Антония Дочева
- „Пъстрата кокошка” – по руска народна приказка, худ. Иваничка Панчева
- „Пътешествията на Гошо Фантазията” – сценарий Р. Киров, худ. Георги Шуменов
- „Пътешествията на Гъливер” – по романа на Джонатан Суифт, текст и рисунки Антон Антонов
- „Радул” – текст Петър Станимиров, худ. Евгений Йорданов
- „Робинзон” – худ. Александър Денков
- „Робин Худ” – текст Емил Драганов, худ. Христо Жаблянов
- „Свидлив дядо” – приказка по Ангел Каралийчев, худ. Иваничка Панчева
- „Сигнал от „Коза Ностра” – сценарий д-р Павел Бъчваров, худ. Христо Кърджилов
- „Славеят” – адаптация по Ханс Кристиан Андерсен, текст и рисунки Георги Дамянов, Антония Дочева
- „Случка в интерната” – по Артър Конан Дойл, худ. Никифор Русков
- „Тръгнал Мравчо да се жени” – текст и рисунки Людмила Благоева
- „Убийството на Юлий Цезар” – сценарий Петър Кърджилов, худ. Георги Шуменов
- „Умният мишок” – текст Максим Асенов, худ. Тоня Горанова
- „Ураганът и приказките” – сценарий Радой Киров, худ. Евгений Йорданов
- „Фаталният рейс” – сценарий д-р Павел Бъчваров, худ. Димитър Трендафилов
- „Хитрият глиган” – сценарий и рисунки Георги Чавдаров
- „Хитър Петър” – по Ангел Каралийчев, сценарий и рисунки Стефан Кумпилов
- „Хитър Петър” – рисунки Иво Чолаков (читател)
- „Черноризец Храбър” – текст Е. Драганов, худ. Георги Дамянов, Антония Дочева
- „Черньо” – текст Борис Чолпанов, худ. Георги Шуменов
- „Чудната свирка” – по Ран Босилек, худ. Румен Статков
- „Шаш-шаш и автомото крадците” – текст и рисунки Румен Ракшиев
- „Шушо, хайде да си играем” – текст и рисунки Румен Ракшиев